# Sportverein Babelsberg 1903 2011-2012
Questa voce raccoglie le informazioni riguardanti lo Sportverein Babelsberg 1903 nelle competizioni ufficiali della stagione 2011-2012.

## Stagione
Nella stagione 2011-2012 il Babelsberg, allenato da Dietmar Demuth, concluse il campionato di 3. Liga al 17º posto. In Coppa di Germania il Babelsberg fu eliminato al primo turno dal Duisburg.

## Rosa
| N. |                        | Ruolo | Calciatore        |
| -- | ---------------------- | ----- | ----------------- |
| 1  | Germania (bandiera)    | P     | Marian Unger      |
| 2  | Germania (bandiera)    | D     | Matthias Kühne    |
| 3  | Germania (bandiera)    | D     | Ronny Surma       |
| 5  | Stati Uniti (bandiera) | D     | Amaechi Igwe      |
| 6  | Polonia (bandiera)     | D     | Mateusz Szczur    |
| 7  | Germania (bandiera)    | D     | Matthias Rudolph  |
| 8  | Germania (bandiera)    | C     | Christian Groß    |
| 9  | Germania (bandiera)    | A     | Markus Müller     |
| 13 | Germania (bandiera)    | P     | Sebastian Rauch   |
| 14 | Germania (bandiera)    | A     | Daniel Scheinig   |
| 15 | Germania (bandiera)    | C     | Sergey Evlyushkin |
| 16 | Francia (bandiera)     | D     | Mickaël Nelson    |
| 17 | Germania (bandiera)    | C     | Julian Prochnow   |
| 18 | Ucraina (bandiera)     | C     | Anton Makarenko   |

| N. |                                 | Ruolo | Calciatore          |
| -- | ------------------------------- | ----- | ------------------- |
| 19 | Germania (bandiera)             | C     | Benjamin Kauffmann  |
| 20 | Germania (bandiera)             | D     | Kofi Schulz         |
| 21 | Germania (bandiera)             | C     | David Hollwitz      |
| 22 | Germania (bandiera)             | D     | Florian Grossert    |
| 23 | Germania (bandiera)             | P     | Daniel Zacher       |
| 25 | Bosnia ed Erzegovina (bandiera) | C     | Almedin Civa        |
| 26 | Germania (bandiera)             | C     | Dennis Lemke        |
| 27 | Germania (bandiera)             | D     | Rico Morack         |
| 27 | Germania (bandiera)             | A     | Dominik Stroh-Engel |
| 29 | Svizzera (bandiera)             | D     | Zlatko Hebib        |
| 31 | Germania (bandiera)             | A     | Nicolas Hebisch     |
| 34 | Germania (bandiera)             | C     | Lennart Hartmann    |
| 36 | Germania (bandiera)             | P     | Marc Zuch           |

## Organigramma societario
Area tecnica
- Allenatore:
- Allenatore in seconda: Ivan Assenov
- Preparatore dei portieri: Sebastian Rauch
- Preparatori atletici:

## Calciomercato

### Sessione estiva
| Acquisti | Acquisti           | Acquisti              | Acquisti |
| R.       | Nome               | da                    | Modalità |
| -------- | ------------------ | --------------------- | -------- |
| C        | Dennis Lemke       | Carl Zeiss Jena       |          |
| D        | Rico Morack        | Hertha Berlino II     |          |
| C        | Sergey Evlyushkin  | Hansa Rostock         |          |
| A        | Malick Bolivard    | Hansa Rostock         |          |
| C        | Christian Groß     | Amburgo               |          |
| D        | Florian Grossert   | Dinamo Dresda         |          |
| C        | David Hollwitz     | Union Berlino II      |          |
| D        | Amaechi Igwe       | Ingolstadt 04         |          |
| C        | Benjamin Kauffmann | Ingolstadt 04         |          |
| D        | Matthias Kühne     | Elversberg            |          |
| A        | Markus Müller      | Hallescher            |          |
| D        | Mickaël Nelson     | Montpellier           |          |
| A        | Daniel Scheinig    | Falkensee-Finkenkrug  |          |
| D        | Kofi Schulz        | AFC Kemston           |          |
| D        | Mateusz Szczur     | Polonia-Stal Świdnica |          |

| Cessioni | Cessioni        | Cessioni          | Cessioni |
| R.       | Nome            | a                 | Modalità |
| -------- | --------------- | ----------------- | -------- |
| A        | Rico Engler     | Lokomotive Lipsia |          |
| C        | Ümit Ergirdi    | Viktoria Berlino  |          |
| A        | Geir Herrem     | FC Flora          |          |
| D        | Marcus Hoffmann | RB Lipsia         |          |
| D        | Igor Jovanović  | Rot-Weiß Erfurt   |          |
| C        | Guido Koçer     | Erzgebirge Aue    |          |
| C        | Anton Müller    | Hallescher        |          |
| D        | Joan Oumari     | Rot-Weiß Erfurt   |          |
| D        | Robert Paul     | Zwickau           |          |
| C        | Tom Schütz      | Arminia Bielefeld |          |

### Sessione invernale
| Acquisti | Acquisti         | Acquisti             | Acquisti |
| R.       | Nome             | da                   | Modalità |
| -------- | ---------------- | -------------------- | -------- |
| C        | Lennart Hartmann | Alemannia Aquisgrana |          |

| Cessioni | Cessioni | Cessioni | Cessioni |
| R.       | Nome     | a        | Modalità |
| -------- | -------- | -------- | -------- |

## Risultati

### 3. Liga

#### Girone di andata
| Arbitro: | Dankert |

|             |           |               |
| Laurito 78’ | Marcatori | 25’ Kauffmann |

| Arbitro: | Siebert |

|                                       |           |  |
| Kauffmann 62’ Grossert 72’ Nelson 87’ | Marcatori |  |

| Arbitro: | Thomsen |

|           |           |            |
| Adler 35’ | Marcatori | 60’ Müller |

| Arbitro: | Schriever |

|            |           |                                |
| Müller 42’ | Marcatori | 4’ Sökler 66’ Laux 88’ Gehring |

| Arbitro: | Brand |

|            |           |                 |
| Kirsch 88’ | Marcatori | 37’ Stroh-Engel |

| Arbitro: | Helwig |

|                           |           |                            |
| Bolivard 74’ Grossert 81’ | Marcatori | 12’ (aut.) Surma 36’ Essig |

| Arbitro: | Wingenbach |

|              |           |                        |
| Testroet 82’ | Marcatori | 90’ (rig.) Stroh-Engel |

| Arbitro: | Dittrich |

|               |           |                          |
| Kauffmann 25’ | Marcatori | 34’ Tunjić 70’ Sternisko |

| Arbitro: | Kunzmann |

|                              |           |              |
| Rudolph 48’ (aut.) Wilke 61’ | Marcatori | 5’ Kauffmann |

| Arbitro: | Göpferich |

|            |           |  |
| Müller 87’ | Marcatori |  |

| Arbitro: | Stein |

|          |           |                            |
| Maul 38’ | Marcatori | 20’ Stroh-Engel 68’ Müller |

| Arbitro: | Dietz |

|            |           |                     |
| Müller 18’ | Marcatori | 4’ Pinto 52’ Löning |

| Arbitro: | Rohde |

|                           |           |                                     |
| Stroh-Engel 8’ Müller 49’ | Marcatori | 75’, 83’ Füllkrug 79’ (rig.) Wagner |

| Arbitro: | Thomsen |

|                        |           |                |
| Aschauer 32’, 45’, 85’ | Marcatori | 28’ Evlyushkin |

| Arbitro: | Steinberg |

|                          |           |              |
| Makarenko 56’ Müller 86’ | Marcatori | 82’ Kotuljac |

| Arbitro: | Helwig |

|               |           |                                                  |
| Lechleiter 2’ | Marcatori | 12’ (rig.) Stroh-Engel 66’ Makarenko 77’ Hebisch |

| Arbitro: | Stein |

|               |           |                      |
| Makarenko 84’ | Marcatori | 37’ (rig.) Steegmann |

| Arbitro: | Aarnink |

|         |           |  |
| Rahn 7’ | Marcatori |  |

| Arbitro: | Beitinger |

|                                        |           |                    |
| Stroh-Engel 18’ (rig.) Müller 20’, 69’ | Marcatori | 15’, 32’ Wohlfarth |

#### Girone di ritorno
| Potsdam 16 dicembre 2011, ore 19:00 CET 21ª giornata | Babelsberg | 0 – 0 referto | Jahn Ratisbona | Stadio Karl Liebknecht (1 551 spett.)\| Arbitro: \| Alt \| |
| Arbitro:                                             | Alt        |               |                |                                                            |

| Arbitro: | Dietz |

|                                           |           |                                                  |
| Pfingsten-Reddig 15’ (rig.) Reichwein 48’ | Marcatori | 34’ Makarenko 54’ (rig.), 75’ (rig.) Stroh-Engel |

| Arbitro: | Steinberg |

|  |           |                       |
|  | Marcatori | 69’ Glasner 84’ Thiel |

| Arbitro: | Ittrich |

|                               |           |                          |
| Sieger 22’ (rig.), 80’ (rig.) | Marcatori | 5’ Makarenko 8’ Prochnow |

| Arbitro: | Aarnink |

|  |           |                            |
|  | Marcatori | 20’ Truckenbrod 30’ Königs |

| Arbitro: | Valentin |

|                                                                   |           |  |
| Göhlert 16’ Schnatterer 49’ Thurk 51’ Sauter 54’ (rig.) Mayer 59’ | Marcatori |  |

| Arbitro: | Dietz |

|  |           |            |
|  | Marcatori | 68’ Vogler |

| Arbitro: | Helwig |

|            |           |                             |
| Tunjić 60’ | Marcatori | 20’ Hebisch 81’ Stroh-Engel |

| Potsdam 3 marzo 2012, ore 14:00 CET 28ª giornata | Babelsberg | 0 – 0 referto | Chemnitz | Stadio Karl Liebknecht (3 230 spett.)\| Arbitro: \| Blos \| |
| Arbitro:                                         | Blos       |               |          |                                                             |

| Arbitro: | Steinberg |

|           |           |  |
| Brown 52’ | Marcatori |  |

| Potsdam 17 marzo 2012, ore 14:00 CET 30ª giornata | Babelsberg | 0 – 0 referto | Carl Zeiss Jena | Stadio Karl Liebknecht (6 853 spett.)\| Arbitro: \| Siewer \| |
| Arbitro:                                          | Siewer     |               |                 |                                                               |

| Arbitro: | Stein |

|                                           |           |  |
| Pischorn 52’ Klotz 65’ Ulm 66’ Fießer 76’ | Marcatori |  |

| Arbitro: | Valentin |

|              |           |                          |
| Boenisch 75’ | Marcatori | 18’ Müller 42’ Makarenko |

| Arbitro: | Jablonski |

|            |           |                                                   |
| Müller 77’ | Marcatori | 41’ Benyamina 44’ Riemann 50’ Schwenk 71’ Rüdiger |

| Arbitro: | Gerach |

|              |           |  |
| Hennings 75’ | Marcatori |  |

| Arbitro: | Stegemann |

|                             |           |  |
| Stroh-Engel 11’ (rig.), 52’ | Marcatori |  |

| Arbitro: | Rohde |

|                              |           |                 |
| Zimmerman 7’, 45’ Hübner 66’ | Marcatori | 81’ Stroh-Engel |

| Arbitro: | Leicher |

|               |           |  |
| Makarenko 90’ | Marcatori |  |

| Arbitro: | Grudzinski |

|                        |           |                                   |
| Janjić 20’, 28’ (rig.) | Marcatori | 17’ Stroh-Engel 37’ (rig.) Müller |

### Coppa di Germania
| Arbitro: | Gräfe |

|  |           |                                       |
|  | Marcatori | 6’ (aut.) Stroh-Engel 30’ Domovčijski |

## Statistiche

### Statistiche di squadra
| Competizione      | Punti | In casa | In casa | In casa | In casa | In casa | In casa | In trasferta | In trasferta | In trasferta | In trasferta | In trasferta | In trasferta | Totale | Totale | Totale | Totale | Totale | Totale | DR  |
| Competizione      | Punti | G       | V       | N       | P       | Gf      | Gs      | G            | V            | N            | P            | Gf           | Gs           | G      | V      | N      | P      | Gf     | Gs     | DR  |
| ----------------- | ----- | ------- | ------- | ------- | ------- | ------- | ------- | ------------ | ------------ | ------------ | ------------ | ------------ | ------------ | ------ | ------ | ------ | ------ | ------ | ------ | --- |
| 3. Liga           | 44    | 19      | 6       | 5       | 8       | 21      | 25      | 19           | 5            | 6            | 8            | 23           | 34           | 38     | 11     | 11     | 16     | 44     | 59     | -15 |
| Coppa di Germania | -     | 1       | 0       | 0       | 1       | 0       | 2       | 0            | 0            | 0            | 0            | 0            | 0            | 1      | 0      | 0      | 1      | 0      | 2      | -2  |
| Totale            | 44    | 20      | 6       | 5       | 9       | 21      | 27      | 19           | 5            | 6            | 8            | 23           | 34           | 39     | 11     | 11     | 17     | 44     | 61     | -17 |

### Andamento in campionato
| Giornata  | 1 | 2 | 3 | 4  | 5  | 6  | 7  | 8  | 9  | 10 | 11 | 12 | 13 | 14 | 15 | 16 | 17 | 18 | 19 | 20 | 21 | 22 | 23 | 24 | 25 | 26 | 27 | 28 | 29 | 30 | 31 | 32 | 33 | 34 | 35 | 36 | 37 | 38 |
| --------- | - | - | - | -- | -- | -- | -- | -- | -- | -- | -- | -- | -- | -- | -- | -- | -- | -- | -- | -- | -- | -- | -- | -- | -- | -- | -- | -- | -- | -- | -- | -- | -- | -- | -- | -- | -- | -- |
| Luogo     | T | C | T | C  | T  | C  | T  | C  | T  | C  | T  | C  | C  | T  | C  | T  | C  | T  | C  | C  | T  | C  | T  | C  | T  | C  | T  | C  | T  | C  | T  | T  | C  | T  | C  | T  | C  | T  |
| Risultato | N | V | N | P  | N  | N  | N  | P  | P  | V  | V  | P  | P  | P  | V  | V  | N  | P  | V  | N  | V  | P  | N  | P  | P  | P  | V  | N  | P  | N  | P  | V  | P  | P  | V  | P  | V  | N  |
| Posizione | 8 | 2 | 8 | 11 | 12 | 12 | 12 | 15 | 15 | 15 | 11 | 14 | 15 | 16 | 15 | 14 | 14 | 15 | 13 | 10 | 12 | 13 | 14 | 14 | 16 | 16 | 14 | 14 | 16 | 16 | 18 | 16 | 18 | 18 | 17 | 17 | 17 | 17 |

Legenda:

Luogo: C = Casa; T = Trasferta. Risultato: V = Vittoria; N = Pareggio; P = Sconfitta.

### Statistiche dei giocatori
| Giocatore      | 3. Liga  | 3. Liga | 3. Liga     | 3. Liga    | Coppa di Germania | Coppa di Germania | Coppa di Germania | Coppa di Germania | Totale   | Totale | Totale      | Totale     |
| Giocatore      | Presenze | Reti    | Ammonizioni | Espulsioni | Presenze          | Reti              | Ammonizioni       | Espulsioni        | Presenze | Reti   | Ammonizioni | Espulsioni |
| -------------- | -------- | ------- | ----------- | ---------- | ----------------- | ----------------- | ----------------- | ----------------- | -------- | ------ | ----------- | ---------- |
| M. Bolivard    | 6        | 1       | 0           | 0          | 0                 | 0                 | 0                 | 0                 | 6        | 1      | 0           | 0          |
| A. Civa        | 22       | 0       | 3           | 0          | 1                 | 0                 | 0                 | 0                 | 23       | 0      | 3           | 0          |
| S. Evlyushkin  | 30       | 1       | 4           | 0          | 0                 | 0                 | 0                 | 0                 | 30       | 1      | 4           | 0          |
| F. Grossert    | 16       | 2       | 5           | 0          | 1                 | 0                 | 0                 | 0                 | 17       | 2      | 5           | 0          |
| C. Groß        | 13       | 0       | 0           | 0          | 1                 | 0                 | 0                 | 0                 | 14       | 0      | 0           | 0          |
| L. Hartmann    | 7        | 0       | 1           | 0          | 0                 | 0                 | 0                 | 0                 | 7        | 0      | 1           | 0          |
| Z. Hebib       | 15       | 0       | 3           | 0          | 0                 | 0                 | 0                 | 0                 | 15       | 0      | 3           | 0          |
| N. Hebisch     | 25       | 2       | 0           | 0          | 1                 | 0                 | 0                 | 0                 | 26       | 2      | 0           | 0          |
| D. Hollwitz    | 10       | 0       | 0           | 0          | 0                 | 0                 | 0                 | 0                 | 10       | 0      | 0           | 0          |
| A. Igwe        | 18       | 0       | 5           | 0          | 1                 | 0                 | 0                 | 0                 | 19       | 0      | 5           | 0          |
| B. Kauffmann   | 34       | 4       | 3           | 0          | 1                 | 0                 | 0                 | 0                 | 35       | 4      | 3           | 0          |
| M. Kühne       | 26       | 0       | 11          | 2          | 1                 | 0                 | 1                 | 0                 | 27       | 0      | 12          | 2          |
| D. Lemke       | 16       | 0       | 0           | 0          | 0                 | 0                 | 0                 | 0                 | 16       | 0      | 0           | 0          |
| A. Makarenko   | 36       | 7       | 4           | 1          | 1                 | 0                 | 0                 | 0                 | 37       | 7      | 4           | 1          |
| R. Morack      | 26       | 0       | 3           | 0          | 0                 | 0                 | 0                 | 0                 | 26       | 0      | 3           | 0          |
| M. Müller      | 37       | 12      | 7           | 0          | 0                 | 0                 | 0                 | 0                 | 37       | 12     | 7           | 0          |
| M. Nelson      | 18       | 1       | 5           | 0          | 1                 | 0                 | 0                 | 0                 | 19       | 1      | 5           | 0          |
| J. Prochnow    | 33       | 1       | 6           | 0          | 1                 | 0                 | 0                 | 0                 | 34       | 1      | 6           | 0          |
| S. Rauch       | 5        | 0       | 0           | 0          | 0                 | 0                 | 0                 | 0                 | 5        | 0      | 0           | 0          |
| M. Rudolph     | 33       | 0       | 7           | 0          | 1                 | 0                 | 0                 | 0                 | 34       | 0      | 7           | 0          |
| D. Scheinig    | 3        | 0       | 0           | 0          | 0                 | 0                 | 0                 | 0                 | 3        | 0      | 0           | 0          |
| K. Schulz      | 3        | 0       | 0           | 0          | 0                 | 0                 | 0                 | 0                 | 3        | 0      | 0           | 0          |
| D. Stroh-Engel | 36       | 13      | 7           | 0          | 1                 | 0                 | 0                 | 0                 | 37       | 13     | 7           | 0          |
| R. Surma       | 24       | 0       | 5           | 2          | 1                 | 0                 | 1                 | 0                 | 25       | 0      | 6           | 2          |
| M. Szczur      | 0        | 0       | 0           | 0          | 0                 | 0                 | 0                 | 0                 | 0        | 0      | 0           | 0          |
| M. Unger       | 17       | 0       | 1           | 0          | 1                 | 0                 | 0                 | 0                 | 18       | 0      | 1           | 0          |
| D. Zacher      | 17       | 0       | 2           | 0          | 0                 | 0                 | 0                 | 0                 | 17       | 0      | 2           | 0          |
| M. Zuch        | 0        | 0       | 0           | 0          | 0                 | 0                 | 0                 | 0                 | 0        | 0      | 0           | 0          |